# Ga đại học Inha
Ga Đại học Inha (Tiếng Hàn: 인하대역, Hanja: 仁荷大驛) là ga tàu điện ngầm trên Tuyến Suin–Bundang, nằm ở Yonghyeon-dong, Michuhol-gu, Incheon. Ban đầu có tên là Ga Yonghyeon (용현역), đây là một sân ga tạm thời bắt đầu hoạt động vào năm 1965 và đóng cửa vào năm 1973. Vào tháng 8 năm 1969, tuyến đường sắt giữa Ga Songdo và Ga Yonghyeon bị hỏng do mưa lớn.

## Lịch sử
- 5 tháng 1 năm 1965: Bắt đầu kinh doanh với tên Ga Yonghyeon (loại ga thông thường)
- 14 tháng 7 năm 1973: Bị hủy bỏ do ngừng tuyến Namincheon và Songdo[2]
- 27 tháng 2 năm 2016: Mở cửa trở lại với tên Ga Đại học Inha do mở tuyến Suin đoạn giữa Songdo ~ Incheonn[3][4]
- 29 tháng 5 năm 2020: Sửa đổi điểm đầu và khoảng cách theo sửa đổi của bảng khoảng cách đường sắt.[5]
- 12 tháng 9 năm 2020: Kết nối trực tiếp với tuyến Bundang với việc mở đoạn Suwon ~ Oido
- 12 tháng 9 năm 2020: Số nhà ga được đổi thành K269 do mở Tuyến Suin–Bundang

## Bố trí ga
| ↑ Songdo |
| \| １    |
| Sungui ↓ |

| １ | ●Tuyến Suin–Bundang | → Hướng đi Sungui · Sinpo · Incheon →                |
| ２ | ●Tuyến Suin–Bundang | ← Hướng đi Oido · Suwon · Seonjeongneung · Wangsimni |

## Xung quanh nhà ga
- Đại học Inha
- Nhà thi đấu Đại học Inha (Sân vận động của Đại học Inha cho giải bóng chuyền đại học)
- e-Pyunhansesang City Ga Đại học Inha
- Trại giam Incheon
- Văn phòng quản chế Incheon
- Sở cảnh sát Incheon Michuhol
- Chi nhánh Nhân lực Quân sự Incheon
- Cao đẳng kỹ thuật Inha
- Trường trung học trực thuộc đại học sư phạm Inha
- Trường trung học khoa học hàng không Jeongseok
- Trường trung học trực thuộc trường đại học giáo dục đại học Inha
- Truyền thông giao thông Gyeongin
- Incheon SK Skyview
- Inha Homeplus
- Học viện lái xe ô tô Ciel
- Công viên khu phố Yongjeon
- Ngân hàng KB Kookmin Chi nhánh Đại học Inha
- Chi nhánh Ga Đại học Namincheon Nonghyup Inha
- Văn phòng quận Ongjin